# Baia di San Paolo
Baia di San Paolo (in maltese: San Pawl il-Baħar; in inglese St. Paul's Bay; in italiano storico anche San Paolo a Mare) è una località di Malta situata nella zona nord-ovest dell'isola, a 16 chilometri dalla capitale La Valletta, costituita dall'unione dei centri abitati di Buġibba e Qawra.
Dal 2018 è il centro abitato più popolato dell'isola di Malta e dell'arcipelago maltese; al settembre 2019 la popolazione residente era di 29 097 abitanti, ma si stima che possa raggiungere i 60.000 durante il periodo estivo, per via dei villeggianti maltesi e stranieri che si stabiliscono nella zona per trascorrervi le vacanze.
Le località di Burmarrad, Qawra, Buġibba, Xemxija, L-Imselliet e San Martin, così come parte di Il-Bidnija, Mistra e Għajn Tuffieħa formano il Consiglio locale di St. Paul's Bay, che comprende anche le due piccole Isole di San Paolo. L'area si estende per un totale di 14,47 chilometri quadrati.

## Origine del nome
Il nome attuale della località si rifà al luogo del naufragio di san Paolo, documentato negli Atti degli Apostoli, tradizionalmente avvenuto nel 60 d.C. presso le isole situate nella baia, chiamate appunto Isole di San Paolo. Tra le più antiche testimonianze dell'evento c'è la chiesa di San Pawl Milqi (San Paolo Naufrago) del XVII secolo, dedicata al santo, costruita sul sito archeologico di una preesistente villa romana.

## Storia
L'area intorno a St. Paul's Bay è stata abitata fin dalle epoche più antiche; sono infatti state rinvenute testimonianze archeologiche databili all'incirca intorno al IV millennio a.C. che attestano la presenza di insediamenti nella zona. Fra di esse, notevoli sono in particolare le rovine dei templi megalitici ancora visibili a Bugibba e a Xemxija, dove sono state ritrovarte anche tombe di epoca cartaginese. Con l'arrivo dei Romani sull'isola nel 218 a.C. la baia venne utilizzata come approdo per piccole flotte, come dimostra il ritrovamento di diverse ancore sul fondo marino. Sempre intorno a Xemkija rimangono i resti di una antica strada romana e di piccoli edifici termali.
In epoca medievale l'area fu tendenzialmente abbandonata, in quanto esposta a frequenti incursioni piratesche; solo alcuni piccoli presidi rimasero a difesa dell'area. Con l'arrivo sull'isola dei cavalieri dell'Ordine di San Giovanni nel 1530, l'area venne dotata di nuove fortificazioni, nella paura costante di un possibile attacco da parte ottomana. La più imponente e la più antica fra queste postazioni di difesa ancora visible è la cosiddetta Torre di Wignacourt, dal nome del Gran Maestro sotto il cui regno ne venne ultimata la costruzione nel 1610.
Di pochi anni successiva è la costruzione di un'altra torre di guardia ancora oggi presente a Qawra, edificata nel 1637. Nel 1715 entrambe le torri vennero dotate di batterie costiere di difesa, nel piano di una generale riorganizzazione dei presidi della parte nord dell'isola; una di queste sopravvive ancora, non più attiva, a Xemxija. La baia fu uno dei punti di sbarco dell'esercito francese in occasione dell'invasione di Malta nel 1798. Il 10 giugno le prime truppe sbarcarono a Melleha, agli ordini del comandante Louis Baraguey d'Hilliers e presero facilmente il possesso della cittadina e dell'area circostante.
Nel XIX secolo la località perse gradualmente la sua funzione di presidio militare, assumendo la dimensione di piccolo villaggio abitato principalmente da pescatori. Nel 1901 la popolazione del centro era di soli 185 residenti. A seguito dell'armistizio dell'8 settembre 1943, la Baia di St. Paul diede rifugio a 76 navi militari italiane, fra cui la Andrea Doria e la Duilio, salpate da Taranto e consegnatesi agli alleati per sfuggire alla rappresaglia tedesca dopo la resa. Dopo la fine del conflitto, la zona fu oggetto di una notevole espansione turistica e residenziale, che ne ha causato un notevole aumento della popolazione. Ad oggi, la località è una delle più frequentate per attività di intrattenimento e vacanziere.

## Monumenti e luoghi di interesse
- Torre di Wignacourt: costruita nel 1610, è il più antico monumento ancora visibile in città, oltre che la più antica torre di osservazione ancora esistente sull'isola di Malta.[26]
- Torre di Qawra: costruita nel 1637, ospita attualmente un ristorante.[27]
- Tempio megalitico di Buġibba: resti di edificio di epoca megalitica databili intorno al 3.000-2.500 a.C. . Ancora visibili, giacciono ora nelle immediate vicinanze di un hotel costruito sullo stesso sito.[28]
- Sito archeologico di San Pawl Milqi: comprende i resti di una villa e di un tempio romano, risalenti al III secolo a.C.. Il sito viene aperto al pubblico in speciali occasioni.[29]
- Acquario Nazionale di Malta: inaugurato nel 2013[30] ed ubicato a Qawra, l'acquario è il più grande delle isole maltesi ed ospita più di 175 differenti specie fra pesci, molluschi e rettili.[31]
- Parco nazionale di Salina: istituito nel 1998, è la più vasta area verde situata nel nord dell'isola di Malta. Ospita più di 12.000 piante indigene maltesi.[32]

## Società

### Evoluzione demografica
In particolare negli ultimi anni (dal 2009 al 2019) l'aumento della popolazione del distretto è aumentato notevolmente, alimentato dal boom urbanistico e turistico dell'intera isola. Dal 2009 al 2019 l'incremento degli abitanti nel Consiglio locale è stato del 56%.

### Tradizioni e folclore
La località celebra la propria festa cittadina il 26 luglio, giorno della solennità dedicata a Maria Addolorata, patrona della città. In tale occasione, il paese viene addobbato da drappi celebrativi ed una parata si svolge lungo le strade cittadine, seguita da una esibizione di fuochi d'artificio.

## Amministrazione

### Gemellaggi
Agios Pavlos, dal 2008

## Sport
La città è rappresentata nel locale campionato calcistico dal Sirens FC; la squadra ha partecipato nella stagione 2019-20 alla massima serie nazionale e ha esordito in Europa League nel 2020-21. Un omonimo (ma ad esso non affiliato) club di pallanuoto, il Sirens Acquatic Sport Club, ha conquistato per 9 volte il campionato nazionale (l'ultima nel 2005).

## Galleria d'immagini

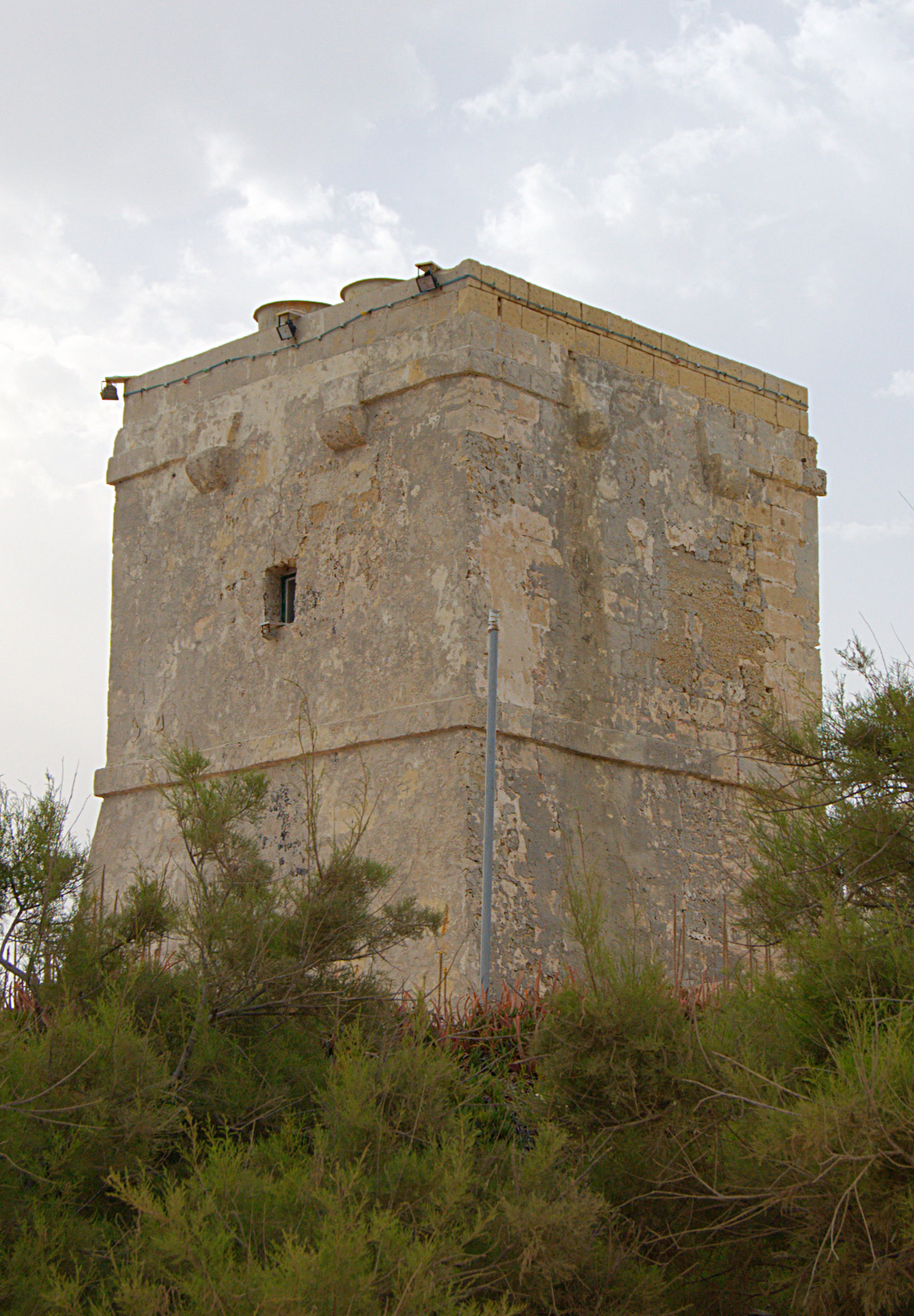
Torre di Qawra
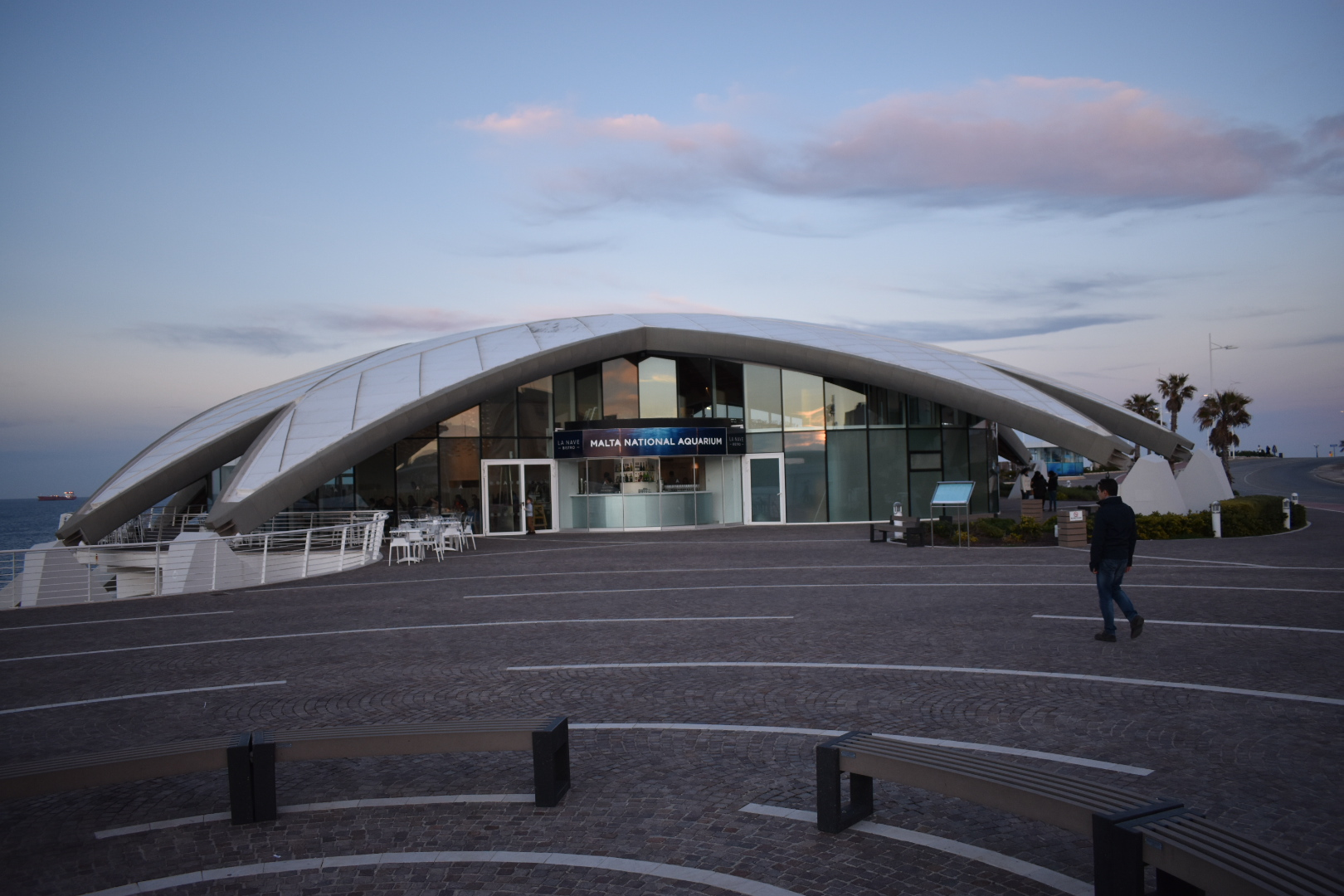
Acquario Nazionale di Malta
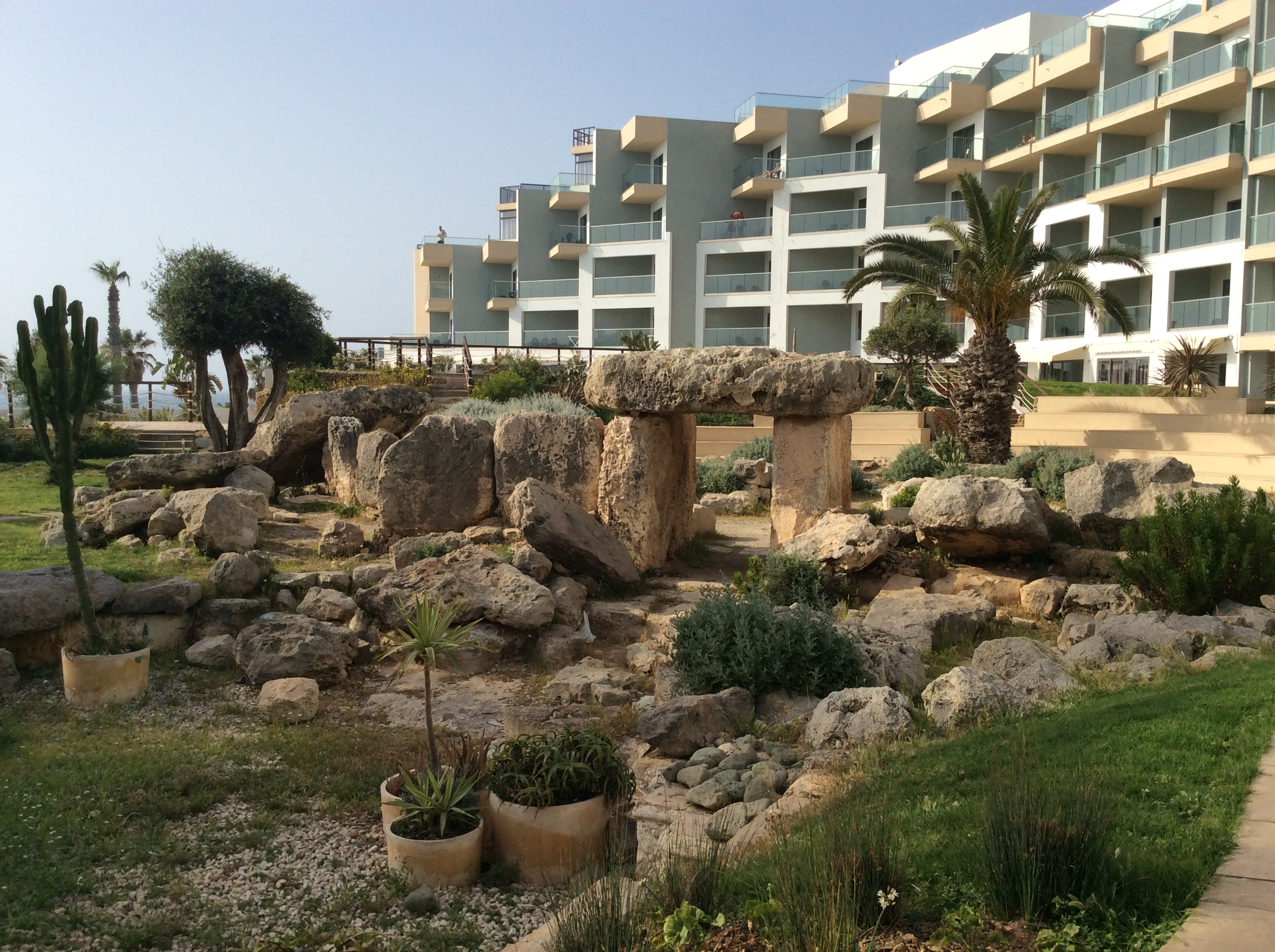
Resti del tempio megalitico di Buġibba
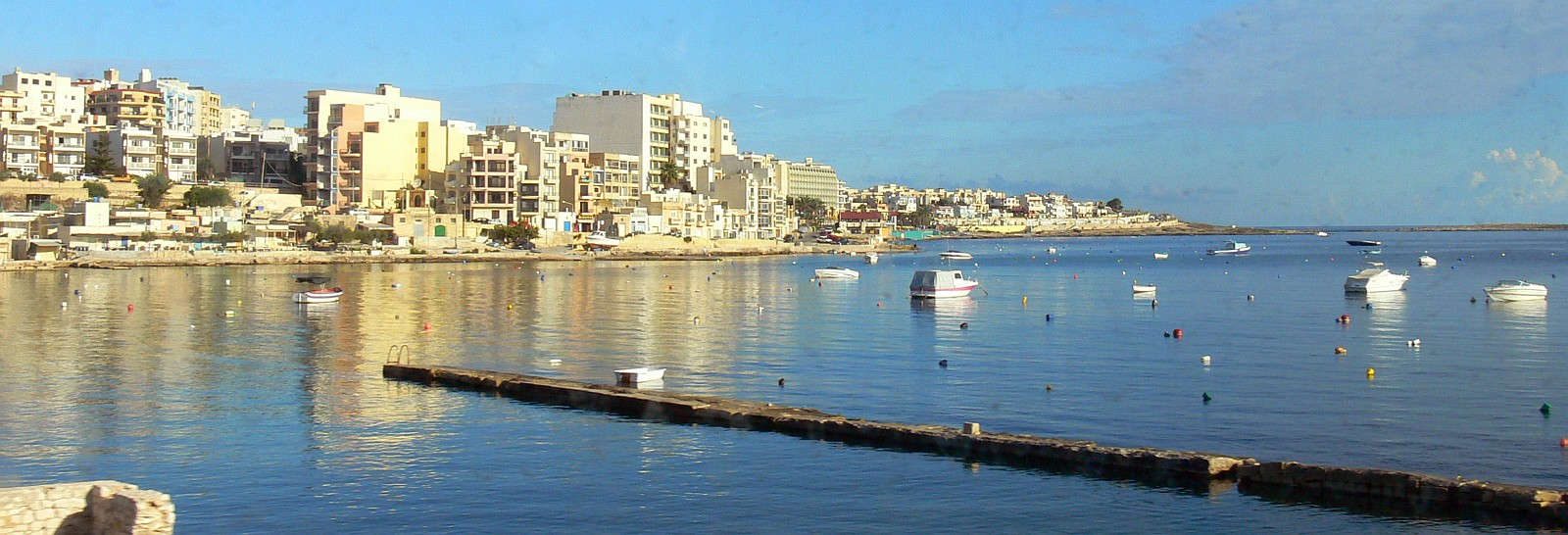
Una vista dell'abitato